# Pasquale Marchetti
Pasquale Marchetti (San Niculaiu, 1925) és un lingüista cors. Ha estat professor agregat d'italià a la Universitat de París III, a la Universitat de Bolonya i a la de Nàpols. Especialitzat en l'aprenentatge del cors, ha estat autor d'algunes gramàtiques amb el mètode assimil per a novells, desenvolupat per ell mateix amb Rinatu Coti. En els anys 1970 milità al Front Regionalista Cors (FRC) i fou coautor del manifest Main basse sur une île. També ha participat en les cròniques Le corse dans tous les sens a Corse-Matin de 1990 a 1995.

## Obres
- Intricciate è cambiarine (1971) amb Dumenicantone Geronimi
- Une visite apostolique en Corse au XVIIIème siècle (1760-1770) (1972)
- Le corse sans peine (U corsu senza strasiu) (1974)
- Codilunga e musifina (1977)
- Santu di Corsica' (1977)
- A Corsica oghje, situazione culturale è scelte pulitiche (1978)
- Une mémoire pour la Corse (1980)
- La Corsophonie, un idiome à la mer (1990), Premi del Llibre Cors
- L'Usu Corsu, dictionnaire trilingue (2001)